# Anderson Ribeiro
Anderson Ribeiro Mendes (Porto Alegre, 2 luglio 1981) è un ex calciatore brasiliano, di ruolo attaccante.

## Carriera
Ha giocato nella massima serie dei campionati ucraino e maltese.